# カタヒバ
カタヒバ（学名：Selaginella involvens）は、ヒカゲノカズラ植物門イワヒバ科に属するシダ植物の1つ。岩の上などにはえる多年草である。
片檜葉という名前は、イワヒバに似ているものの、枝が片方にしか伸びないことに由来するが、その姿はあまりにておらず、むしろ茎が横に這うシダ植物門のものにも似ている。

## 形態
岩などの上をはい回る着生植物である。外見的には地下茎がその表面を這い、まばらに葉を直立させるシノブなどのシダ植物門のものに似ているが、構成は全く異なるものである。一見、地下茎や葉に見えるものはどちらも茎であり、本当の葉は茎の表面一面に着いている鱗片状のものである。主軸の茎が岩の表面をはい回り、ところどころからシダの葉のような側枝が出たような姿になっているが、本当の仕組みは複雑である。
茎はまず大きく2通りに分かれる。匍匐する茎と、立ち上がる茎で、さらに立ち上がる茎は葉柄のような部分と葉身に見える部分が区別できる。匍匐する茎は岩の上の苔の下などを這い、あちこちから根を出す。色は黄色っぽく、表面にはまばらに鱗片状の葉をつけ、葉は茎に密着する。その先端はやがて立ち上がる茎となり、その基部から新たに這う茎が伸び出す。つまり、匍匐茎が長く伸びているのではなく、先が立ち上がって葉のようになったところが先端で、立ち上がる茎の立つ寸前のところから新たな茎が出発することを繰り返す。この様な分枝を仮軸状分枝と言う。
立ち上がる茎は、下半分はほとんど枝分かれせず、先では平面上に枝分かれして一面に平らに広がる鱗片状の葉をつけるので、見かけでは葉柄と葉身に見える。葉柄状の茎は枝分かれせず、やや太い。鱗片状の葉は茎に沿って一面につき、茎に密着する。この茎は付着している岩などの面からやや斜め上に出て、5-10cmほど真っすぐに伸び、その間、わずかに葉身状の短い枝を出すだけで、そこから先では多数のよく発達した小枝を二回羽状に出す。枝は先に向かって細まり、ほぼ平面に広がるので、その形は複葉のシダの葉身のように見える。この葉身状の部分は長さが葉柄状の部分と同じくらいになり、やや水平に出て先端は下にやや垂れる。
葉身状の部分では、本当の葉は二形に分かれる。背葉はやや細くて茎の背面を覆い、腹葉はやや幅広く、茎に対して大きい角度で出る（開出する）。乾燥すると、この部分全体が握り込むように背面に向かって丸まる。胞子のうは小枝の先端に集まり、胞子葉が密に集まって胞子葉穂を作る。胞子葉穂は四角柱状、幅が他の部分とほぼ同じであまり目立たない。

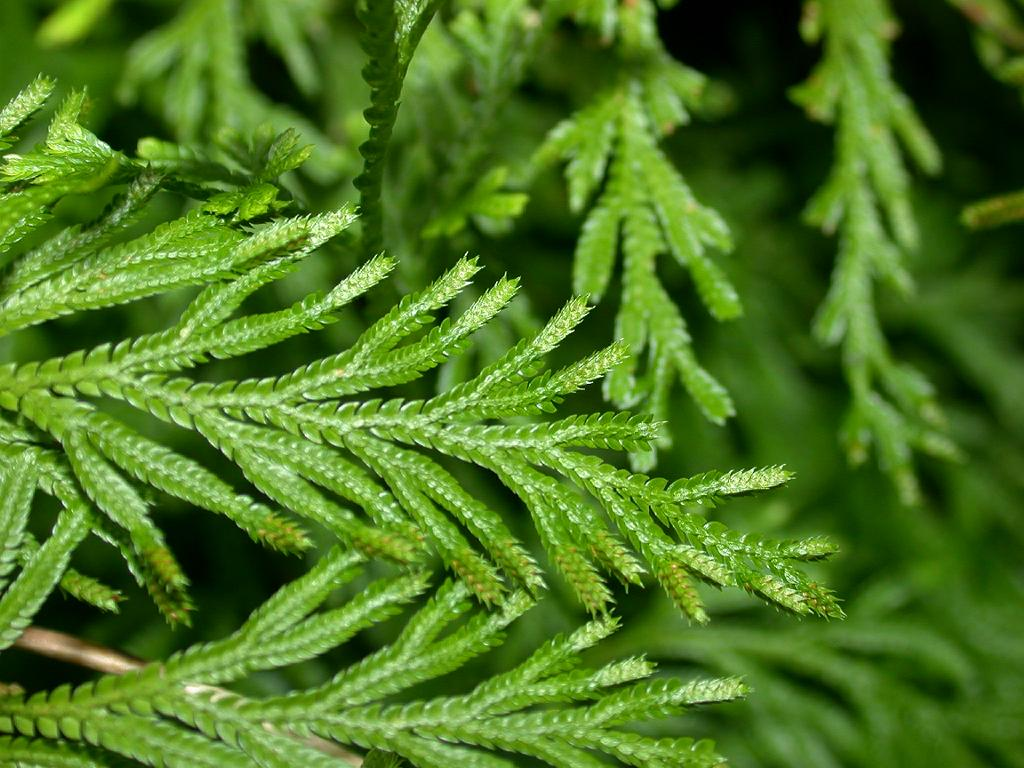
葉先の胞子嚢穂

## 生育環境
主として岩場に着生する。樹上に出ることもある。日なたにも出るが、木陰やコケの多いところの方がよく見かける。岩肌一面に広がっていることもよくある。時に全体が赤みを帯びる。
日本では本州の宮城県以南、それに四国、九州、南西諸島に生育する。国外では朝鮮南部、中国、台湾から熱帯アジアにかけて分布する。

## 利用
止血剤として利用されたこともある。
鉢植えにされることもあるが、単独で鑑賞されることはまず無い。

## 近縁種
近縁種が琉球列島に2種知られる。
- イヌカタヒバ S. moellendorffii Hiern.
- ツルカタヒバ S. biformis A. Br. ex Kuhn

いずれもそれ以南の東南アジアまで分布する種である。どちらも日本ではごく自生地の限られたものであり、絶滅危惧種にあげられるものである。イヌカタヒバに関しては、山野草としての栽培を元に、本州各地で帰化、繁殖している。今後の動向に注意を要する。